# Gepard štíhlý
Gepard štíhlý (Acinonyx jubatus) je kočkovitá šelma, známá jako nejrychleji běhající suchozemské zvíře v současné přírodě. Je to štíhlé dlouhonohé zvíře se žlutavým, černě skvrnitým kožichem. Žije především na savanách Afriky, malá populace přežívá i v Asii. Může vyvinout rychlost okolo 100 km/h a vyniká především ve schopnosti měnit akceleraci. To z něj činí jednoho z nejhbitějších savců v přírodě. Loví zvláště různé druhy antilop a gazel. Jde o zranitelný druh, kterému hrozí nebezpečí vyhubení z důvodu úbytku životního prostředí, konfliktů s farmáři, lovu a velmi nízké genetické variability. Dle zprávy Sarah Durantové z Londýnské zoologické společnosti z konce roku 2016 dosahuje počet gepardů jen 7100 kusů a populace má klesající tendenci.

## Pojmenování
Slovo gepard pochází z italského gattopardo, což je kompozitum ze slov gatto „kocour“ a pardo „pardál“, „levhart“. Anglický název cheetah je odvozen z hindského číta a sanskrtského čitraká ve významu „skvrnitý“.
V literatuře se lze setkat i s názvem gepard africký, který je však zavádějící, neboť gepardi žijí mimo Afriku i v Asii.

## Popis
- Hmotnost: 21–72 kg[4][5][6]
- Délka: 105–152 cm + 60–84 cm ocas[4][5][7]
- Výška: 67–94 cm[6]

Gepard štíhlý se v mnoha ohledech liší od typického tělesného schématu kočkovité šelmy, některými znaky připomíná spíše šelmy psovité. Má poměrně malou, kulatou hlavu a dlouhé končetiny i ocas. Stavbou se podobá chrtům. Známým faktem je, že na rozdíl od většiny kočkovitých šelem nemá úplně zatažitelné drápy. Samci jsou větší než samice.
Srst je zlatohnědá, tváře a břicho bílé. Gepardí kresba sestává z černých skvrn, čímž se liší od levharta, jehož kresba je tvořena černými rozetami. Typickým gepardím znakem jsou černé pruhy táhnoucí se z koutku oka až k tlamě – proto je někdy zoology nazýván „kočka, která pláče“.
Koťata jsou zbarvena výrazně jinak než dospělci. Předpokládá se, že svými mimikry napodobují medojeda kapského. Na hřbetě mají světlou hřívu, kterou během dospívání ztrácí.

### Gepard královský

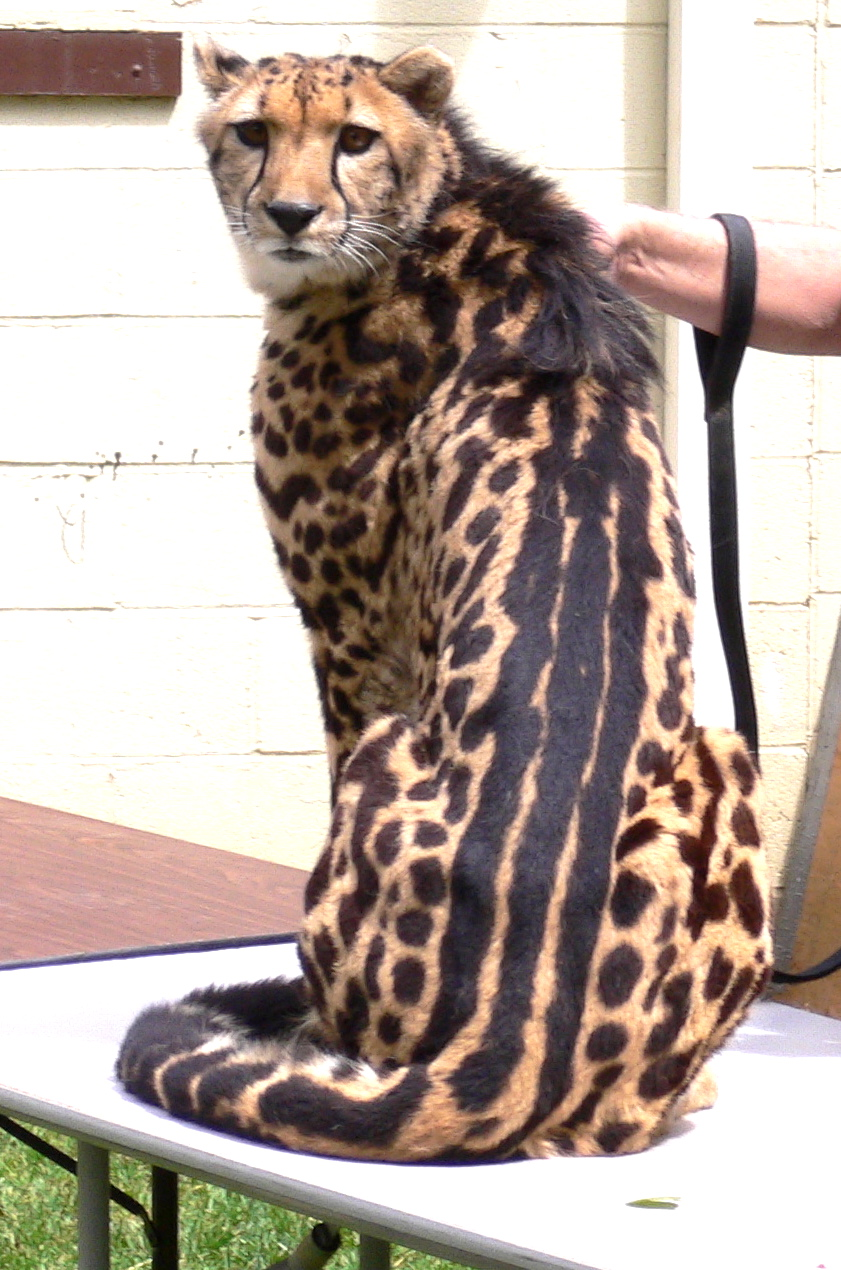
Gepard královský

Jako královští gepardi se označují jedinci s neobvyklou kresbou – místo malých černých teček je jejich kresba tvořena velkými, splývajícími skvrnami a pruhy. Velmi dlouho byli považováni za mytické zvíře nebo za nový, dosud neznámý druh kočkovité šelmy.
Až v roce 1975 se v jihoafrickém Krugerově parku podařilo kryptozoologům Paulovi a Leně Bottriellovým pozorovat a vyfotografovat královského geparda. Teorie, že se jedná o křížence mezi gepardem a levhartem, byla vyvrácena po provedení genetických testů. Dnes víme, že tzv. královský gepard je barevnou odchylkou, nesenou recesivní alelou pro mramorované zbarvení, podobně jako mramorovaná (=mourovatá) kresba domácích koček.
V roce 1981 se narodil první královský gepard v zajetí.
Někdy se, i když nesprávně, královští gepardi označují jako samostatný poddruh, A. j. rex.

## Rozšíření
Původní areál geparda zahrnoval Afriku, Arabský poloostrov, Blízký východ a Indii. V současnosti se vyskytují především ve střední, západní a jižní Africe. V Asii již téměř nežijí, gepard středoasijský byl s největší pravděpodobností vyhuben, gepard indický je kriticky ohrožený. Malá populace (max. 200 jedinců) snad ještě přežívá v nedostupných oblastech Íránu a Pákistánu.
Největší populace gepardů žije v Namibii, 2000–3000 jedinců.

## Biologie
Gepardi jsou mezi kočkami jedineční tím, že kořist štvou, což je znak jinak spíše typický pro psovité. Jsou aktivní ve dne, aby se vyhnuli jiným, silnějším šelmám.

### Gepard jako sprinter
Gepardi jsou stvořeni pro rychlý běh. Mají neobyčejně ohebnou páteř, která při běhu slouží jako pružina. Gepard se při běhu prakticky nedotýká země, pohybuje se až 7 m dlouhými skoky. Drápy mu slouží jako hřeby treter, společně s hrubými chlupy na chodidlech mu umožňují co nejlepší odrazy. Ocas při běhu slouží jako kormidlo a umožňuje manévrovat i při vysoké rychlosti.
Gepardi kořist vyhledávají zrakem. Potom se snaží připlížit se co nejblíže, teprve pak rychle vyrazí. Běh je totiž velice vyčerpávající, gepard se přehřívá a rychle se unavuje. Dokáže běžet rychlostí okolo 100 km/h, rychlosti nad 110 km/h jsou však nepotvrzené. Ovšem podstatně zajímavější je neuvěřitelná možnost měnit akceleraci a to z něj jednoznačně dělá jednoho z nejhbitějších savců v přírodě. Pokud ale kořist do 10–20 sekund nedostihne, lov vzdává.
Přesto je gepard nejúspěšnější samotářský lovec, až 70 % jeho loveckých pokusů končí úspěchem.
Pokud je gepard chován v zajetí, dosahuje zhruba jen poloviční rychlosti.
Pozorování rychlosti s GPS obojkem
GPS obojky odhalily, že gepardi obvykle při lovu na svou maximální rychlost nespoléhají. Zvířatům byla naměřena okamžitá rychlost až 93 km/h, ale pouze jednou ze 367 pokusů. Průměrná nejvyšší rychlost dosažená při lovu byla zhruba 55 km/h, a to jen po dobu jedné až dvou sekund.

### Potrava
Gepard loví převážně malé kopytníky, jako je gazela Thomsonova, gazela Grantova nebo impala. Příležitostně uloví i drobnější savce. Po zabití kořisti dlouho odpočívá, teprve pak se snaží zkonzumovat najednou co nejvíce masa. O kořist často přichází, lvi nebo hyeny ho snadno odeženou.
Proto se gepard ke své kořisti nikdy nevrací, někdy také žerou mršiny.

### Rozmnožování

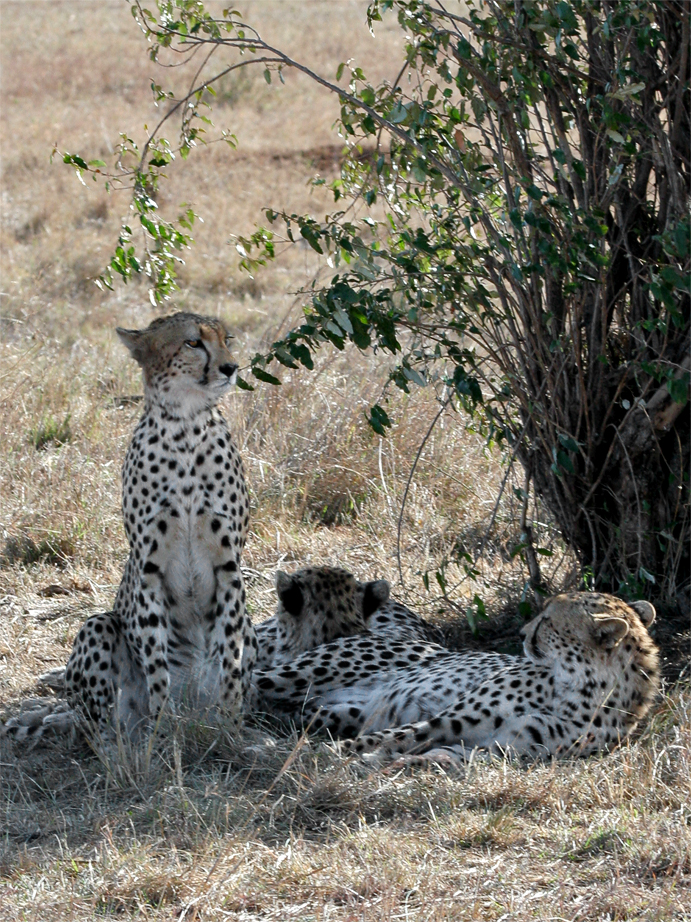
Rodina gepardů

Gepardi se mohou pářit celoročně, k námluvám ale dochází především v období dešťů. Samice je březí 90–95 dní, poté v hnízdě z trávy vrhne 3 až 6 koťat. Mortalita je velmi vysoká, hlavně, protože lvi, hyeny nebo paviáni je zabíjejí, pokud je najdou. Matka proto koťata často přenáší z místa na místo. Přesto ale do jednoho roku věku přežije jen 5 % mláďat. Matka je odstaví ve 4 měsících věku, mláďata s matkou zůstávají až do roku a půl věku a učí se lovit.
Pohlavně dospívají ve třech letech, v přírodě se dožívají stáří až 12 let, v zajetí až 20 let.
V zajetí se gepardi rozmnožují velmi špatně.

### Sociální zvířata
Gepardi nejsou takoví samotáři, jako ostatní kočkovité šelmy. Matka zůstává dlouho s odrostlými koťaty, sourozenci také často zůstávají spolu. Dospělí samci tvoří skupiny o dvou až pěti jedincích. Na některých místech, zvláště tam, kde nežijí žádné další velké šelmy, tvoří skupiny i 19 jedinců. Koalice gepardů jsou úspěšnější v lovu, lépe si hájí teritorium a nacházejí partnery.

## Gepard jako domácí zvíře

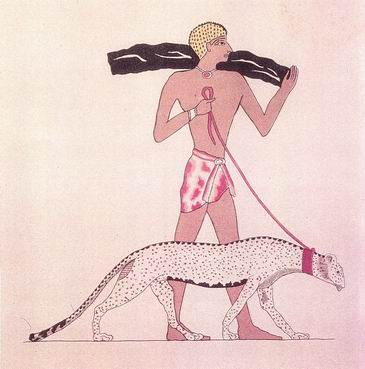
Ochočený gepard. Staroegyptská freska z Vésetu, asi 1700 př. n. l..

Už ve starém Egyptě v období Střední a Nové říše byli gepardi ochočováni a sloužili jako domácí mazlíčci velmožů a symbol, reprezentující jejich moc a postavení. Zřejmě byli už v této době cvičeni jako lovecká zvířata a užíváni při lovu antilop a gazel. Doklady o použití gepardů k lovu pocházejí ze starověké Persie a Indie. Lovci přivezli gepardy na vozech do blízkosti pasoucích se gazel či antilop a tam je vypustili. Poté, co gepard kořist strhl, dostal za odměnu gazelí krev a vnitřnosti. Z Persie se během středověku lov s gepardy rozšířil i do Arábie a Turecka, po Hedvábné stezce se tento módní způsob lovu rozšířil v 7. století také do Číny, kde gepardi nikdy volně nežili. V těchto zemích byl lov s gepardy výsadou panovníků a velmožů. Okázalý lov se sokoly, gepardy a ochočenými tygry na dvoře Chubilaje, mongolského vládce Číny, detailně popsal ve svém Milionu Marco Polo. V téže době se Dante Alighieri zmínil o lovu s gepardy v Uhrách, kam se zřejmě móda chovu gepardů rozšířila v polovině 13. století s Kumány.
Největšího rozšíření lov s gepardy dosáhl zřejmě v Indii. Mughalský vládce Akbar choval kolem, roku 1570 na svém dvoře více než 300 gepardů a lovil s nimi hlavně antilopy jelení, sloužili ale také jako domácí mazlíčci panovníka i členů jeho rodiny a mohli se volně pohybovat v prostorách Akbarova paláce. Nebyla to však domestikovaná zvířata, protože většina ochočených gepardů byla jako mladá zvířata odchycena ve volné přírodě. Odchov mláďat ochočených gepardů byl tehdy výjimečný a Akbarův syn Džahángír ve svých pamětech popsal rozmnožení chovaných gepardů a úspěšný odchov mláďat jako vzácnost.
V období renesance a baroka lovili s gepardy i někteří evropští panovníci, kteří je získali darem z Osmanské říše či z Persie. Už v 15. století chovali gepardy ve Florencii příslušníci rodu Medici. Od své manželky Marie Medicejské dostal geparda darem i francouzský král Jindřich IV. Navarrský. Později s ochočenými gepardy lovil římskoněmecký císař Leopold I. V Indii a Íránu se lov s gepardy udržel ještě na počátku 20. století, v současné době však už není provozován.

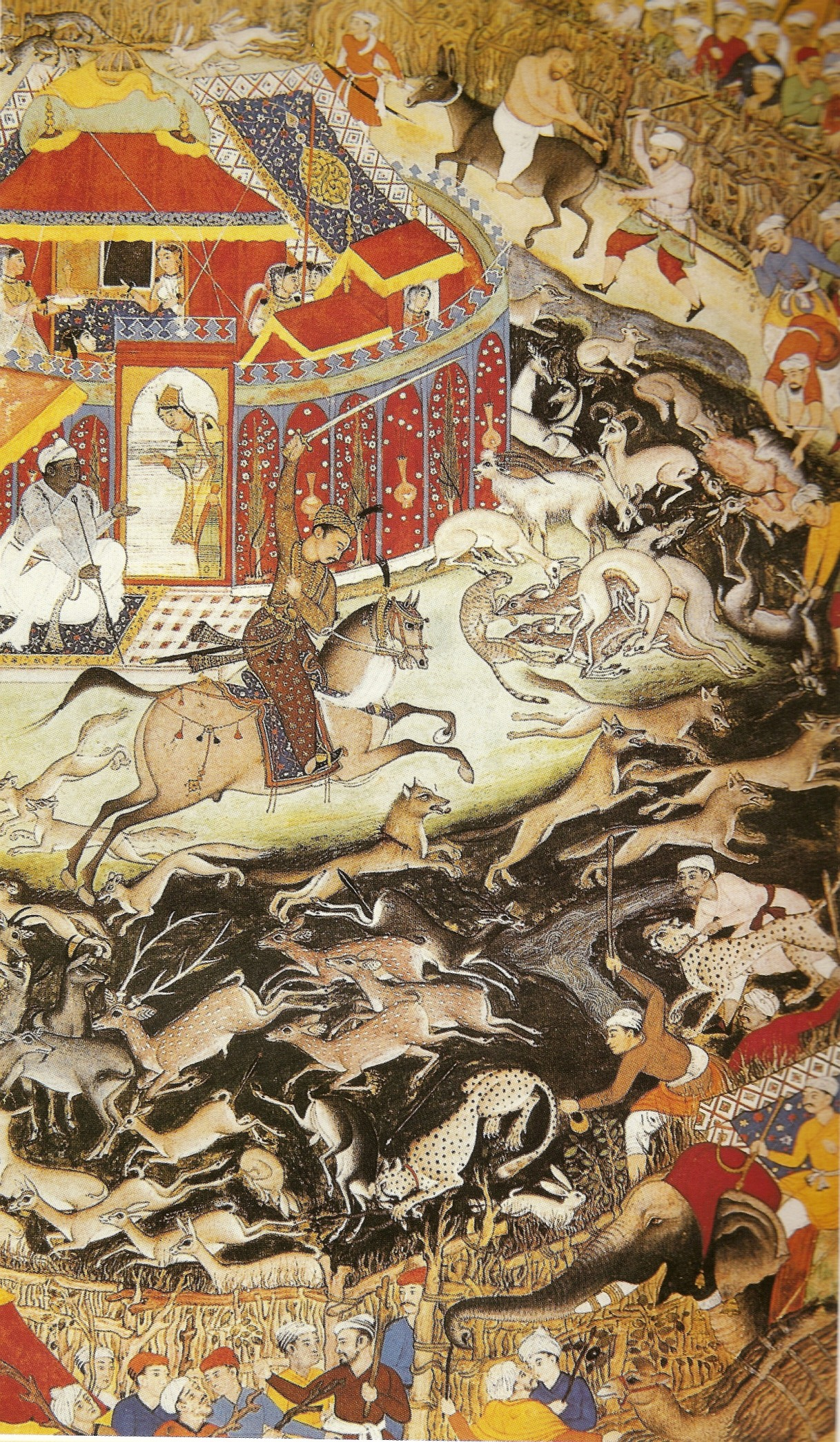
Mughalský císař Akbar loví s gepardy, miniatura z roku 1602.

## Taxonomie
Vědecké rodové jméno geparda, Acinonyx, pochází z řečtiny a znamená nepohyblivý dráp, druhové jméno jubatus je pak latinsky hřívnatý. České pojmenování gepard pak vychází ze středověkého latinského jména gattus-pardus, kočka-levhart.
Dříve byli gepardi řazeni do zvláštní podčeledi kočkovitých šelem Acinonychinae. Dnes je jasné[zdroj?], že patří k malým kočkám, do blízkosti pumy americké a jaguarundi. Na rozdíl od velkých koček neumějí řvát, zato však dokážou příst, podobně jako malé kočky.

## Rizika
Gepard je nelegálně loven kvůli atraktivní kožešině, také je pronásledován zemědělci. Kvůli nárůstu lidské populace je zatlačován do rezervací, ve kterých žijí také lvi a hyeny, po člověku největší nepřátelé geparda.
Kromě toho jsou gepardi ohroženi dalším problémem:

### Efekt hrdla lahve
Jako efekt hrdla lahve se označuje stav, který nastane při prudkém poklesu počtu jedinců v populaci. Dochází k příbuzenskému křížení a nevratnému snížení genetické variability. Výzkumy ukázaly, že k něčemu takovému došlo u gepardů dvakrát. Poprvé před asi 100 000 a podruhé přibližně před 12 000 lety. Všichni žijící gepardi jsou si vzájemně velmi příbuzní, a to do té míry, že kožní štěp přenesený z jednoho geparda na jiného není odmítnut imunitním systémem. Vzory kreseb gepardů z různých koutů Afriky se od sebe prakticky neliší. Genetická variabilita gepardů je ještě podstatně nižší než například geneticky vyčerpané populace goril horských a ďáblů medvědovitých. Pouze indická populace lvů perských je na tom ještě hůř.
Vlivem příbuzenského křížení klesá vitalita mláďat a oplozovací schopnost spermií. Počet spermií v ejakulátu geparda je o 90 % nižší než u lva nebo tygra, a 81,6 % z nich je nějakým způsobem abnormální (mají dva nebo více bičíků, žádný bičík, deformovanou hlavičku atd.)
Budoucnost gepardů je tedy značně nejistá.

## Ochrana gepardů
V červené knize ohrožených druhů jsou gepardi klasifikováni jako zranitelný druh, asijské poddruhy jsou kriticky ohrožené. Je zařazen do Evropského záchranného programu, v mnoha zoologických zahradách se je daří odchovat i s použitím umělého oplodnění. Gepard je zapsán v příloze I, CITES.
Dle studie Sarah Durantové z konce roku 2016 vyplývá, že počet gepardů na světě klesl na 7100 kusů a i nadále rapidně klesá, a to kvůli veliké poptávce po jejich kožešině, která je velice žádoucím artiklem movitých lidí v oblasti Arabského poloostrova a Perského zálivu.

## Chov v zoo
První zoo, která chovala geparda, byla v roce 1829 Londýnská zoologická zahrada, tento jedinec zde ale žil méně než jeden rok. V roce 1956 se ve Filadelfii nečekaně narodila tři mláďata, první úspěšný odchov je ale zaznamenán až z roku 1960 ze zoo v Krefeldu (Německo), kde ale byla využita kočka domácí. První přirozený odchov je znám ze soukromého chovu doktora Spinelliho z Říma.
V celé Evropě je chován přibližně ve 130 veřejných chovatelských zařízení, nejvíce pak v Německu.

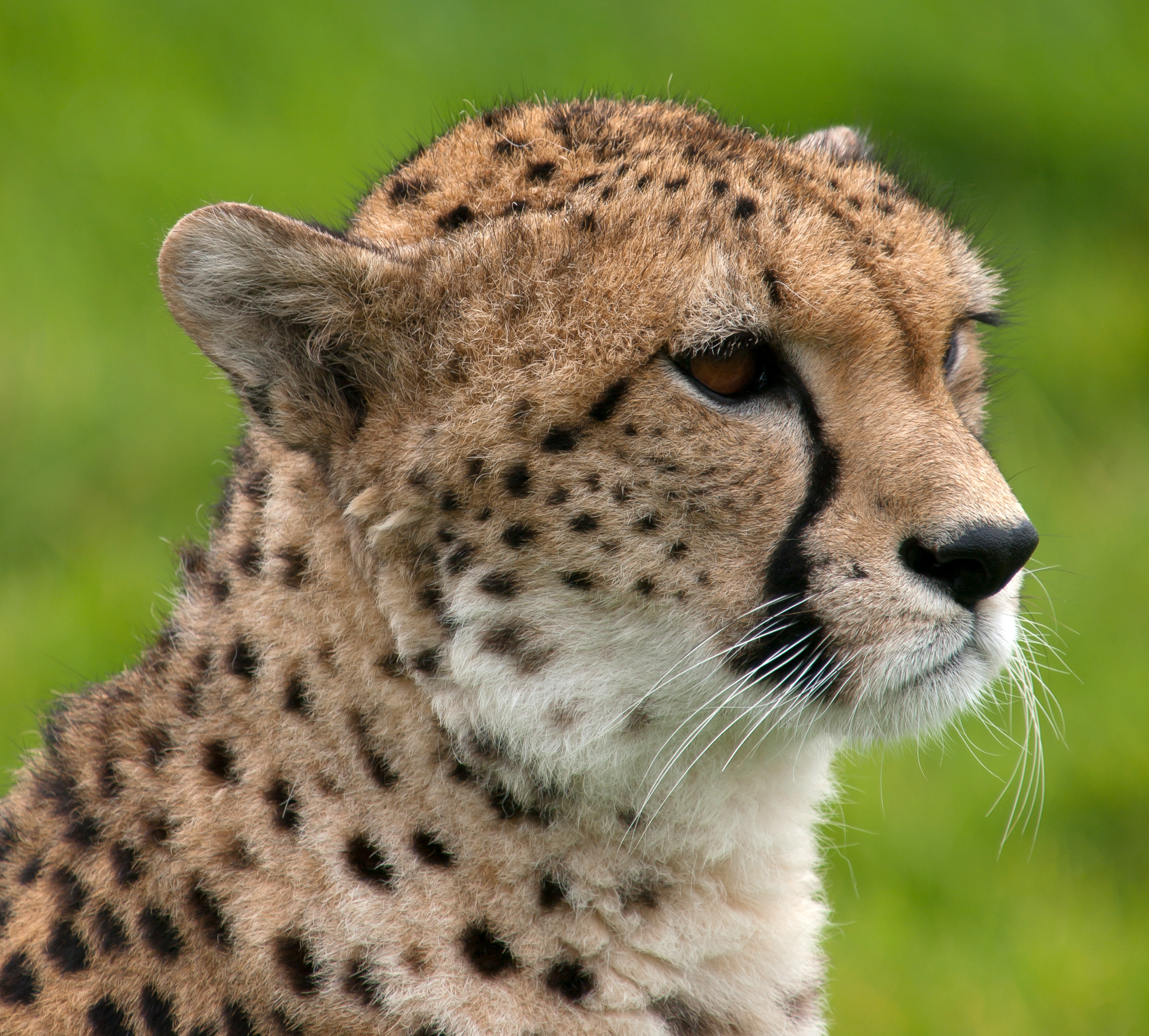
gepard štíhlý ze Zoo

Z českých zoologických zahrad chovala geparda jako první Zoo Praha. Získala ho v roce 1933 od cirkusu Kludský. Šlo o samce jménem „Mignon“ možná indického poddruhu, uhynul během druhé světové války. Další gepardi byli v Praze až od roku 1954 a v roce 1972 se zde podařil první odchov. Dosud se zde narodilo 64 mláďat. 64 gepardů se v letech 1988–2005 narodilo také ve Dvoře Králové a další čtyři mláďata odchovala v roce 2004 zoo v Olomouci.
Gepard je v současnosti (počátek roku 2020) v Česku chován v těchto zoo:
- Zoo Dvůr Králové
- Zoo Olomouc
- Zoo Plzeň – poddruh gepard súdánský (Acinonyx jubatus soemmeringii) – od 2010
- Zoo Praha
- Zoo Ústí nad Labem – unikátní operace samičky Jane

V minulosti patřily k chovatelům této šelmy také:
- Zoo Brno
- Zoo Chleby – samice Mzuri (z Německa) – 2009–2019
- Zoo Liberec
- Zoo Zlín – zaznamenán rekordní věk

Na Slovensku chová tento druh Malkia Park. V minulosti geparda chovala také Zoo Bojnice.
Chovatelem byl nový Zoopark Zájezd na Kladensku, krátce byl gepard v Zoo Tábor-Větrovy. Soukromě byl chován 1 samec na Chrudimsku, další jedinci např. v Brně. Podle deníku Aha gepardy v roce 2010 rozmnožil soukromý chovatel.

### Chov v Zoo Dvůr Králové
První gepardi přišli do Dvora Králové 16. srpna 1967 (jeden samec a dvě samice) a pocházeli z divokých afrických populací. V letech 1970–1975 zoologická zahrada organizovala odchyty přímo v Africe a získala tím dalších 24 kusů. Kromě toho zoo s gepardy obchodovala, a tak celkový počet dovezených jedinců čítal do roku 1985 42 kusů (všechny původně z Afriky). Z nich 29 odešlo do jiných zoologických zahrad a 3 se rozmnožili (první odchovy v letech 1988 až 1990, samec Luso a samice Gaia a Asmara). V letech 1994–2005 do zoo přišlo dalších 10 jedinců.
Pět mláďat se samici Darili narodilo 23. října 2014 a poprvé se, během historie chovu gepardů v královédvorské zoo, povedlo odchovat všechna. Do roku 2017 se zde narodilo 84 mláďat a z nich bylo odchováno 59 kusů (úspěšnost 70,24 %). Chovné centrum, kde odchovává gepardy i pro jiné zoo v Česku, není přístupné pro návštěvníky. Spirit Nameri, samice z prvních gepardích paterčat, která se ve dvorském safari parku podařilo odchovat, se na začátku března 2018 stala poprvé matkou. Do konce května roku 2018 se zde narodilo 88 mláďat.

### Chov v Zoo Praha
Zoo Praha chová gepardy od roku 1933. První mláďata se narodila roku 1972. Velmi úspěšnou se stala samice Brita – porodila 27 potomků (značnou část úspěšně odchovala).
V roce 2010 a 2011 postihla chov gepardů peritonitida, kvůli čemuž muselo dojít k přerušení chovu a příchodu nových zvířat.
Do roku 2017 včetně se narodilo 64 mláďat.
Samice Savannah odchovala mláďata v roce 2014 čtyřčata, narodila se 21. 11. 2014. Dne 15. května 2017 přišla na svět paterčata (2 samci, 3 samice), která byla sedmnáctým vrhem u gepardů v historii zoo. Otcem byl samec Ben (z dánského Ebeltoftu), matkou opět Savannah (z britského Colchesteru). Kmotry mláďat se v srpnu 2017 stali sprinter, několikanásobný mistr světa Pavel Maslák, tehdejší ministr zahraničních věcí Lubomír Zaorálek, kurátor plazů a obojživelníků Petr Velenský, primátorka Adriana Krnáčová a její náměstek, který má ve své gesci i zoo, Petr Dolínek. Samci dostali jména Sida, Sama a Sola, samice byly pokřtěny jako Jessi a Jenny.
Na počátku roku 2018 žilo v zoo 9 gepardů (5 samců a 4 samice). V květnu 2018 se narodila čtyřčata – tři samci a jedna samice. Pokřtěna byla v rámci výroční slavnosti 28. 9. 2018. Kmotry se stali zástupci hlavního města Prahy a atlet Jakub Holuša. Gepardí samci dostali jména Frodo, Finn a Flash, samička byla pokřtěna jako Felis. Na konci roku 2018 bylo chováno osm samců a pět samic.
Dlouhou dobu žili gepardi v horní části zahrady v místech, kde jsou dnes výběhy hyen. Od roku 2004 obývají gepardi výběh v dolní části areálu, mezi pavilonem šelem a starým pavilonem goril. Slavnostní otevření expozice proběhlo 13. června 2004 za přítomnosti velvyslance Jihoafrické republiky a moderátorky Ester Kočičkové.